# Bulbul de Falkenstein
Chlorocichla falkensteini
Espèce
Répartition géographique
Statut de conservation UICN

 LC  : Préoccupation mineure
Le Bulbul de Falkenstein (Chlorocichla falkensteini) est une espèce de passereau de la famille des Pycnonotidae.

## Répartition
Son aire disjointe s'étend à travers l'ouest de l'Afrique centrale.

## Habitat
Son habitat naturel est les forêts de plaine, les savanes et zones de broussailles humides subtropicales ou tropicales.